# Scantraxx

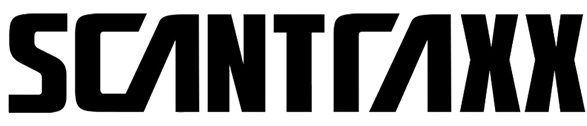
Scantraxx

Scantraxx es una Compañía Discográfica neerlandesa fundada en el 2002 por Dov Elkabas (The Prophet). Scantraxx se especializa en Música Electrónica del subgénero Hardstyle. Participa junto con la empresa Q-dance en la celebración de eventos tales como Qlimax y Defqon.1. En el 2012 celebró sus 10 años grabando música. Scantraxx posee varios "sub sellos", administrados por artistas específicos. Scantraxx Reloaded es propiedad de Headhunterz. Scantraxx Evolutionz pertenece a D-Block & S-te-Fan. M!D!FY es el utilizado por Brennan Heart. A² Records es manejado por Alpha Twins y Ran-D.

## Lista de Sublabels
- A² Records
- M!D!FY (Inactivo)
- Gold Records
- Paint it Black (Inactivo)
- Scantraxx Italy (Inactivo)
- Scantraxx Evolutionz
- Scantraxx Reloaded (Inactivo)
- Scantraxx Radioshow
- Scantraxx Silver
- Scantraxx Special
- ScantraXXL (Inactivo)
- Squaretraxx (Inactivo)
- X-Bone Records

## Artistas de Scantraxx
- 🇳🇱A-lusion
- 🇳🇱Adaro
- 🇩🇰Adrenalize
- Alpha Twins
- Arkaine
- Artic
- 🇳🇱Atmozfears
- 🇦🇺Audiofreq
- 🇳🇱Audiotricz
- 🇳🇱Bass Modulators
- 🇳🇱D-Block & S-te-Fan
- 🇳🇱Digital Punk
- 🇳🇱E-Force
- F8trix
- 🇳🇱Gunz For Hire (Ran-D & Adaro)
- 🇳🇱Headhunterz
- Max Enforcer
- 🇳🇱Ran-D
- Second Identity
- Shockerz
- Solstice (DJ)
- The Anarchist
- The Masochist
- 🇳🇱The Prophet
- 🇦🇷Noiseshock
- Waverider
- 🇳🇱Wildstylez